# Бранд, Инга
Инга Бранд (швед. Inga Brand, полное имя Inga Lilian Marianne Brand, урождённая Brorson; род. 1929) — шведская художница по текстилю, живущая и работающая в Гётеборге.

## Биография
Родилась 7 января 1929 года в приходе Весбю лена Сконе.
В 1946—1951 годах училась в Школе дизайна и ремесел (Högskolan för design och konsthantverk, HDK) в Гётеборге. В 1965—1973 годах она работала преподавателем в этой же школе.
Живописью занимается по настоящее время. Работы Инги Бранд представлены в Музее Росска, Национальном музее Швеции и Гётеборгском художественном музее.
Замужем за шведским художником Эрландом Брандом с 1954 года.